# Roland Dorcely
Roland Dorcely (Port-au-Prince, 1930- 2017) fou un pintor haitià.
Dorcely va exposar els seus treballs als Estats Units, França, Canadà i Colòmbia. Les seues obres es poden trobar al Museu d'Art Modern de París i al Museu d'Art Modern de la ciutat de Nova York.